# داروی تجاوز

ساختار شیمیایی گاما-هیدروکسی‌بوتیریک اسید

داروی تجاوز (انگلیسی: Date rape drug) یا داروی درنده (predator drug) به هر دارویی گفته می‌شود که به‌عنوان عامل ناتوان‌کننده روی شخصِ پذیرنده عمل می‌کند و او را منفعل و مستعد تجاوز و آزار جنسی از راه دارو (DFSA) می‌کند.
رایج‌ترین نوعِ داروهای تجاوز، مخدرهای تفریحی همچون نوشیدنی‌های الکلی هستند که با رضایت قربانی به او خورانده می‌شوند. از داروهای رایج دیگر می‌توان فلونیترازیپام، کتامین، گاما-هیدروکسی‌بوتیریک اسید، انواع خواب‌آورها همچون متاکوالون، زوپیکلون و داروی بسیار دردسترسِ زولپیدم، آرام‌بخش‌هایی همچون کلرال هیدرات و داروهای ضدروان‌پریشی را مثال زد.
نکته مهم : ۹۹٪ این داروها بی‌رنگ، بی‌بو و بدون مزه هستند.